# اپسیلون عقاب
اپسیلون عقاب یک ستاره است که در صورت فلکی عقاب قرار دارد.